# Операційний автомат
Операційний автомат:23 (англ. datapath) — частина центрального процесора комп'ютера, де відбуваються перетворення кодів чисел або слів. У випадку регістрової архітектури автомат складається з набору регістрів процесора і додаткових схем керування ними. Англомовний термін datapath означає, крім регістрів, й інші функціональні блоки — арифметико-логічний пристрій (АЛП), схеми множення, шини і інше.
Для вибору регістрів на їх входах встановлюється комбінаційна логіка, куди подаються сигнали з пристрою керування процесором — у випадку мікропрограмної реалізації такими сигналами можуть бути безпосередньо сигнали мікрооперацій. Ці сигнали визначають перетворення множини станів операційного автомата.
Вихідними  сигналами операційних автоматів є рядки значень логічних умов, які характеризують стани його регістрів.
В теорії зручно розглядати операційний автомат як нескінченний автомат Мура спеціального виду (багаторегістровий автомат).[уточнити]